# Nebalia bipes
Nebalia bipes (лат.) — вид ракообразных из семейства Nebaliidae отряда тонкопанцирных. Единственное ракообразное, имеющее две пары почек, брюшные ножки и вилочку одновременно.

## Распространение
Распространён в Северной Атлантике, в том числе вокруг Британских островов. Проникает в Средиземное море. Обитает на глубинах в 5—60 м в прибрежных водах.

## Описание
Длина этого существа около 1 см, цвет варьируется от оранжевого до желто-зелёного. Глаза красные.